# Rudolf Kubesch
Rudolf Kubesch (1. října 1910 – ?) byl rakouský fotbalový záložník.

## Hráčská kariéra
V rakouské lize hrál za vídeňské kluby Floridsdorfer AC a Wiener AC. S klubem Wiener AC vyhrál rakouský pohár a probojoval se s ním do finále Středoevropského poháru v ročníku 1931.
V československé lize hrál za SK Moravská Slavia Brno.

### Prvoligová bilance
| Ročník             | Zápasy | Góly | Minuty | Klub                    |
| ------------------ | ------ | ---- | ------ | ----------------------- |
| I. liga 1927/28    | 4      | 2    | –      | Floridsdorfer AC        |
| I. liga 1928/29    | 7      | 1    | –      | Floridsdorfer AC        |
| I. liga 1929/30    | 20     | 11   | –      | Floridsdorfer AC        |
| I. liga 1930/31    | 8      | 9    | –      | Floridsdorfer AC        |
| I. liga 1930/31    | 8      | 3    | –      | Wiener AC               |
| I. liga 1931/32    | 18     | 2    | –      | Wiener AC               |
| I. liga 1933/34    | 11     | 4    | –      | Wiener AC               |
| I. liga 1934/35    | 16     | 0    | –      | Wiener AC               |
| I. liga 1935/36    | 26     | 6    | 2 340  | SK Moravská Slavia Brno |
| I. liga 1936/37    | 10     | 0    | 900    | SK Moravská Slavia Brno |
| CELKEM I. ČS. LIGA | 36     | 6    | 3 240  |                         |
| CELKEM I. RAK LIGA | 92     | 32   | –      |                         |